# Meuterei in Ecuador 2010
Als Meuterei in Ecuador 2010 versteht man den Aufstand von Soldaten und Polizisten in Ecuador. Die Meuterei begann am 30. September 2010 morgens mit der Besetzung von Kasernen, des Flughafens von Quito und der Errichtung von Straßensperren. Im weiteren Verlauf wurde der Nationalkongress besetzt. Außerdem hielten die Aufständischen Präsident Rafael Correa in einem Krankenhaus fest. Insgesamt wurden mindestens acht Menschen getötet und hunderte verletzt.

## Vorgeschichte
Auslöser der Proteste war ein vom Parlament beschlossenes Gesetz, das Gehaltszuschläge für Polizisten kürzt. Die Polizisten sollten nicht mehr für jede Beförderung Medaillen und Bonuszuschläge bekommen. Zusätzlich wurde der Abstand zwischen den Beförderungen von fünf auf sieben Jahre erweitert. Teile der Armee schlossen sich den Protesten der Polizisten an.

## Verlauf

### Beginn
Die Meuterei begann am 30. September um 8:00 Uhr morgens als der „Aeropuerto Internacional Mariscal Sucre“ in Quito von circa 150 meuternden Soldaten der Luftwaffe besetzt wurde. Angehörige der ecuadorianischen Streitkräfte übernahmen gleichzeitig mehrere Kasernen und errichteten in neun großen Städten des Landes Straßensperren. Polizisten eroberten den Nationalkongress. In Guayaquil und Cuenca besetzten Polizisten Kommissariate. So hatten sich etwa in Quitos größter Polizeikaserne circa tausend Polizisten verschanzt. Es kam zu Plünderungen in Quito und Guayaquil und das öffentliche Leben kam zum Erliegen.
Gegen Mittag verhängte die Regierung für eine Woche den Ausnahmezustand. Als Folge davon sollten alle Fernseh- und Rundfunksender die Inhalte der staatlichen TV-Sender Ecuador TV und Gama TV beziehungsweise des ebenfalls staatlichen Radiosenders Radio Pública übernehmen.
Nachmittags räumten die Soldaten nach Gesprächen mit Regierungsvertretern den Flughafen.
Am Abend stürmten aufständische Polizisten das Gebäude von Ecuador TV und versuchten die Ausstrahlung der Berichte über den Aufstand zu beenden. Zur gleichen Zeit versuchten Protestierende die Antennen von Gama TV zu zerstören.

### Entführung von Präsident Rafael Correa
Meuternde Polizisten griffen Correa gegen Mittag an, als er eine besetzte Kaserne besuchte, um mit den Aufständischen zu reden. Als er einen Hubschrauber besteigen wollte, wurde er geschlagen und gestoßen. Da er vor einigen Tagen eine Knieoperation hatte, konnte er sich nicht wehren. Danach suchte er ein Polizeikrankenhaus auf, nachdem er mit einer Tränengasgranate in Berührung gekommen war. Das Krankenhaus wurde daraufhin von Hunderten meuternden Polizisten belagert und der Präsident stundenlang festgehalten. Nach seiner Aussage kamen mehrmals Verhandlungsdelegationen zu ihm in das Krankenzimmer. Es kam zu Zusammenstößen zwischen Polizisten und Anhängern Correas vor dem Krankenhaus, wobei die meuternden Polizisten auch scharf schossen. Laut den Angaben der Präsidentenanhänger setzten die Meuterer Tränengas ein. Um 21:00 befreiten Angehörige einer regierungstreuen Spezialeinheit unter einem heftigen halbstündigen Schusswechsel den Präsidenten. Er war insgesamt über 12 Stunden festgehalten worden. Das Rote Kreuz gab bekannt, dass bei der Befreiungsaktion zwei Polizisten getötet und 37 verletzt wurden. Danach bedankte er sich vom Balkon des Präsidentenpalastes aus bei seinen Anhängern.

## Aufarbeitung
Am 1. Oktober morgens trat der Polizeichef von Ecuador, Freddy Martinez, zurück. Er war nicht in der Lage gewesen die Polizisten zu beruhigen.
Am 6. Oktober gab Innenminister Gustavo Jalkh bekannt, dass 46 Haftbefehle gegen Sicherheitsbeamte ausgegeben wurden. Die Betreffenden wurden festgenommen und befragt. Tags darauf korrigierten die Behörden die Zahl der Haftbefehle auf 308, von denen 55 bereits vollstreckt wurden. Bei einer Verurteilung liegen die Strafen zwischen einem und sechs Jahren. Als einziger Zivilist wurde Fidel Araujo, ein Mitglied der Oppositionspartei des früheren Präsidenten Lucio Gutiérrez, festgenommen.
Am 20. Juli 2011 wurden Emilio Palacio, ein Journalist der Tageszeitung El Universo, sowie die Verlegerbrüder der Zeitung Carlos, César und Nicolás Pérez wegen Verleumdung zu je drei Jahren Haft und der Zahlung von 28 Millionen Euro verurteilt. Beide Seiten gingen in Berufung. Anlass war ein Leitartikel namens „Nein zu den Lügen“, in dem Palacio Anfang Februar das Verhalten von Rafael Correa während der Meuterei kritisierte. Er bezeichnete ihn mehrmals als Diktator und kritisierte vor allem die Entscheidung, das Krankenhaus gewaltsam stürmen zu lassen. Am 17. Februar 2012 bestätigte das Oberste Gericht Ecuadors das Urteil. Die vier Angeklagten waren aber nicht mehr in der Reichweite der ecuadorianischen Justiz. Palacio und zwei der Direktoren hielt sich in den Vereinigten Staaten auf, wo sie um Asyl angesucht hatten. Der dritte Direktor flüchtete in die Botschaft von Panama.

## Opfer
Bei den Unruhen wurden mindestens acht Menschen getötet und 278 verletzt.

## Reaktionen
Armeechef Ernesto Gonzalez sicherte dem Präsidenten seine Unterstützung zu.

### International

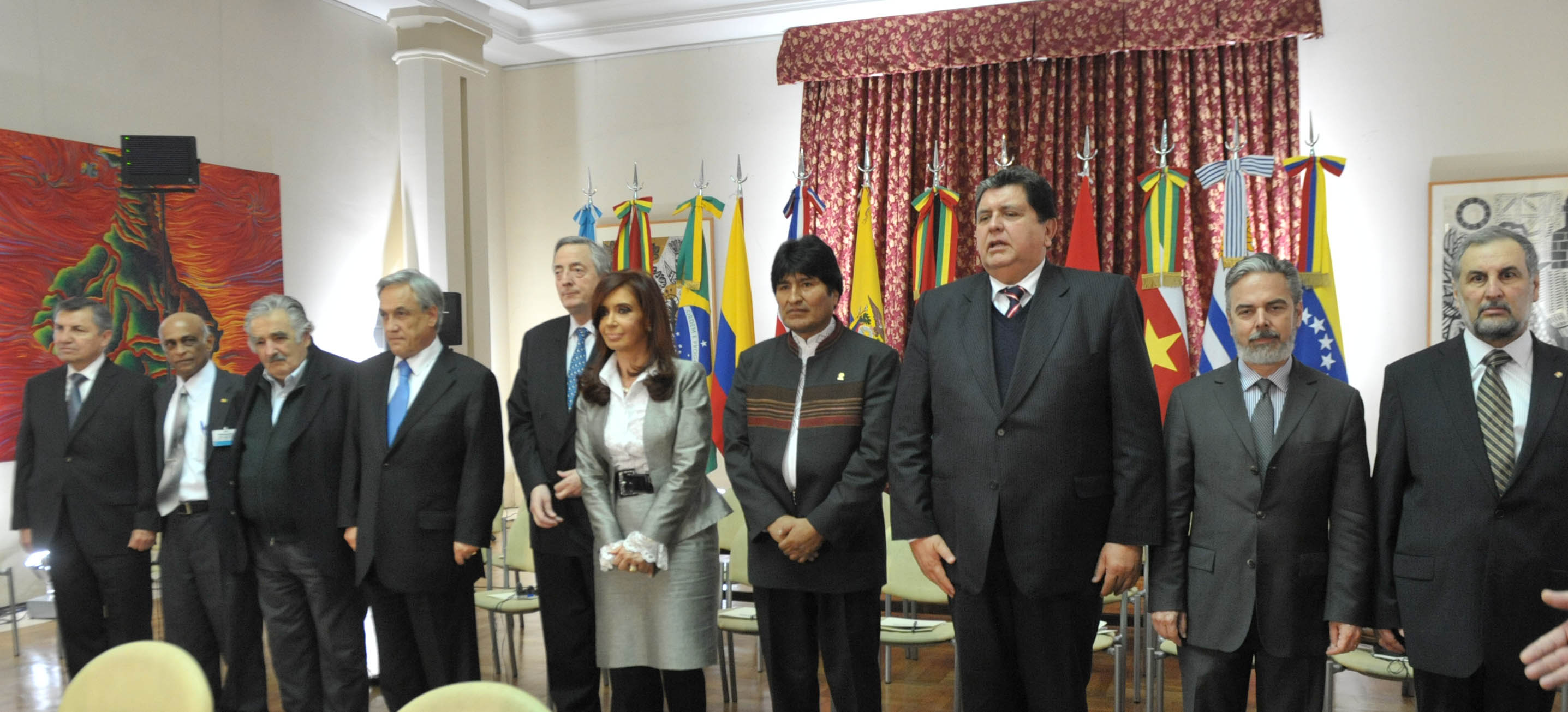
Die Präsidenten der OAS in Buenos Aires auf dem Gipfel aufgrund der Krise.

Die Vereinigten Staaten versicherten Präsident Rafael Correa ihre Unterstützung. UNO-Generalsekretär Ban Ki Moon erhoffte eine friedliche Beilegung der Krise. In Buenos Aires startete eine Dringlichkeitssitzung der Union Südamerikanischer Nationen (UNASUR). Geplant war auch eine Sitzung der Organisation Amerikanischer Staaten (OAS). Peru und Kolumbien schlossen ihre Grenzübergänge zu Ecuador. Hugo Chávez rief zur Unterstützung des Präsidenten gegen den „Putschversuch“ auf. Präsident Rafael Correa sprach mehrmals von einem Putschversuch.